# Jeffrey Jones
Jeffrey Duncan Jones (ur. 28 września 1946 w Nowym Jorku) – amerykański aktor teatralny i filmowy.
Jones debiutował pod koniec lat sześćdziesiątych, następnie przez całą kolejną dekadę występował w teatrach nowojorskich i podrzędnych filmach telewizyjnych. Przełom w jego karierze nastąpił, gdy Miloš Forman obsadził go w roli cesarza Józefa II w filmie Amadeusz (1984). Rola ta, w którą Jones wielokrotnie wcielał się również w teatrze, przyniosła mu liczne wyróżnienia (m.in. nominację do nagrody Złoty Glob).
W latach osiemdziesiątych i na początku dziewięćdziesiątych będący u szczytu popularności Jones występował w kilku filmach rocznie, m.in. Wolny dzień pana Ferrisa Buellera, Sok z żuka, Kaczor Howard, Polowanie na Czerwony Październik, Ed Wood. W roku 1999, po kilkuletniej przerwie pojawił się w filmie Jeździec bez głowy.
W roku 2003 Jones został oskarżony o tworzenie, magazynowanie i dystrybucję pornografii dziecięcej. Został aresztowany, lecz opuścił areszt po zapłaceniu kaucji wynoszącej 20 tys. dolarów Do zdjęć miał mu pozować wcześniej zatrudniony czternastolatek. Aktor (niegdyś chętnie występujący w filmach familijnych) został zmuszony do rejestracji w rejestrze osób zagrażających dzieciom (child offenders register), Jones również przez kolejne 5 lat znajdował się pod nadzorem kuratora i odbywał sesje z psychologiem.